# Корека
Коре́ка (итал. Coreca МФА: [ˈkoreka]о файле, неап. Coraca, сиц. Coraca) — округ (фракция) и порт в провинции Козенца в Италии, часть коммуны Амантеа. Расположен вблизи округа Кампора-Сан-Джованни.

## География
Корека расположена на побережье Тирренского моря к югу от муниципального центра коммуны Амантеа, в непосредственной близости к Кампора-Сан-Джованни. Территория состоит в основном из скалистого мыса, центр лежит на равнине. Вблизи Кореки находятся Корекские пещеры. Имеется также холмистая местность и широкие пляжи. Климат мягкий.

## История

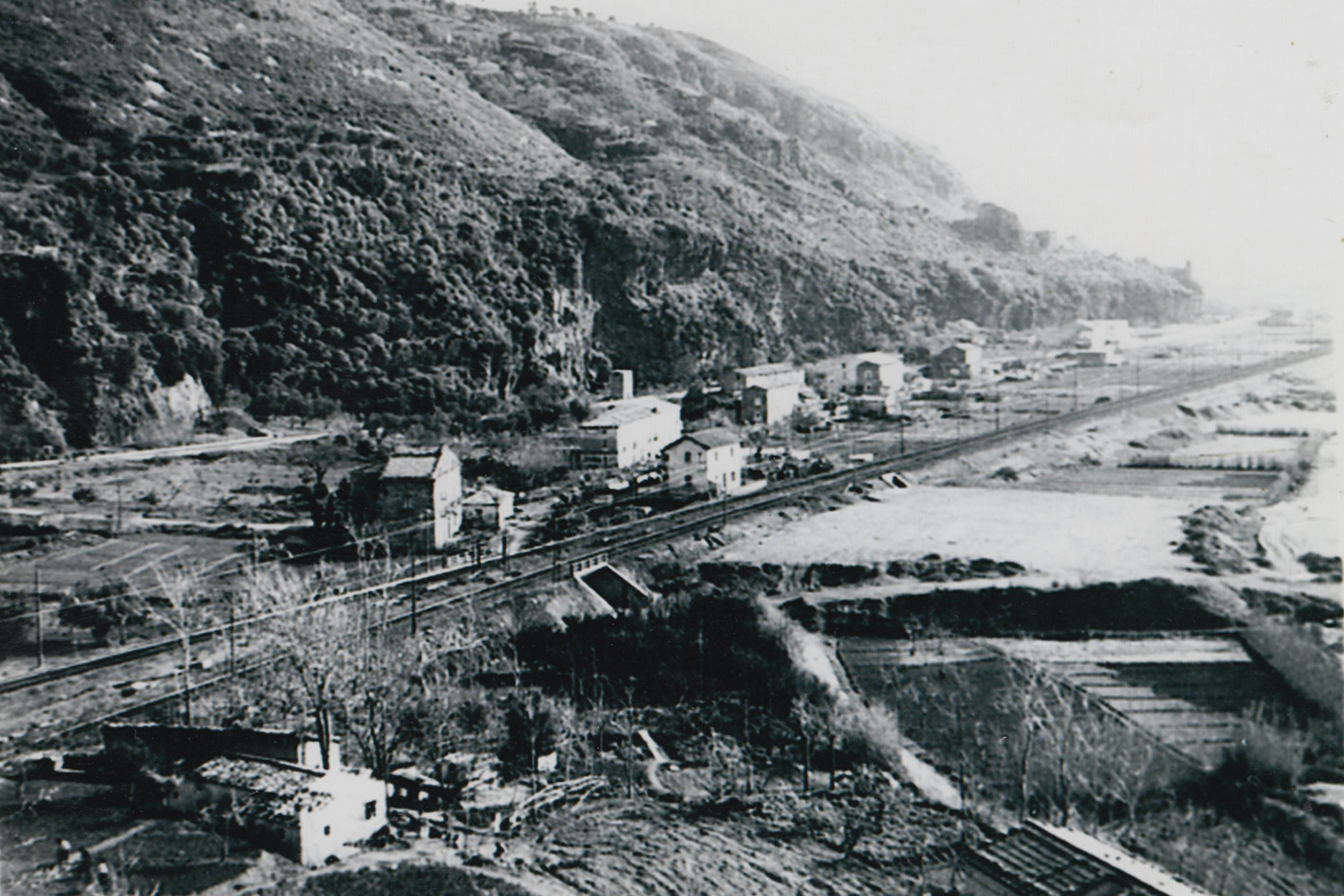
Корека в 1950-х годах

В античные времена первые греки-поселенцы из Коринфа назвали местность Κόρακας («Коракас»), что означало «воронье место» и напоминало им о воронах в родном Коринфе, где их много. Долгое время автономных поселений в этом районе не было, а был лишь перевалочный пункт для моряков и путешественников, во времена Римской империи обозначенный на картах Ager Caricum (до начала XIII века). Здесь останавливались те, кто плыл на Липарские острова.
Поселенцы из окрестных населённых пунктов стали обживать это место с 1800-х годов. В 1943 году Корека использовалась как стратегический пункт при операциях антигитлеровской коалиции. В 1950-х годах население Кореки переживало безработицу и послевоенный упадок, в связи с чем его часть эмигрировала в Венесуэлу. В 1960-е годы времена стали более благополучными, и Кореку стали посещать туристы. Среди прочего, местные скалы оказались удобными для радиолюбителей, которые устраивали между собой на них сеансы связи.

## Экономика
Основным источником доходов Кореки, как и соседнего округа Кампора-Сан-Джованни, является туризм и гостиничный сектор, довольно развитый благодаря красоте побережья: Скалы Корека c 1960-х годов пользуются популярностью у фотографов, а также у туристов.
Действуют несколько небольших фабрик — в сфере пищевой промышленности, механического производства и изготовления мебели.

## Населённые пункты
На территории Кореки расположены следующие деревни:
- Формичике
- Джасконье (на местном диалекте: Juascugnu)
- Гротте (на местном диалекте: i Grutti)
- Ла-Пmетра (a Petraja)
- Маринелла (с 2011)
- Олива (с 2011)
- Стриттуре (в 2008—2011 входила в Кампора-Сан-Джованни)
- Сальто-да-Дзита
- Скольера

## Достопримечательности

### Площадь Мадонны дельи Анджели (Богоматерь Ангелов)
2 апреля 2003 года, с муниципальной резолюцией, работы по строительству площади начались 5 мая 2005 года, но на небольшой, но живописной площади расположены летние события в деревне, а с 2015 года имя Мадонны дельи Анджели это для близость к маленькой церкви, а также наличие небольшой ниши со статуей Богоматери. Площадь обрабатывается, очищается и поддерживается в коммунальном пользовании местной туристической ассоциацией с 2013 года.

### Церковь Богоматери Ангелов

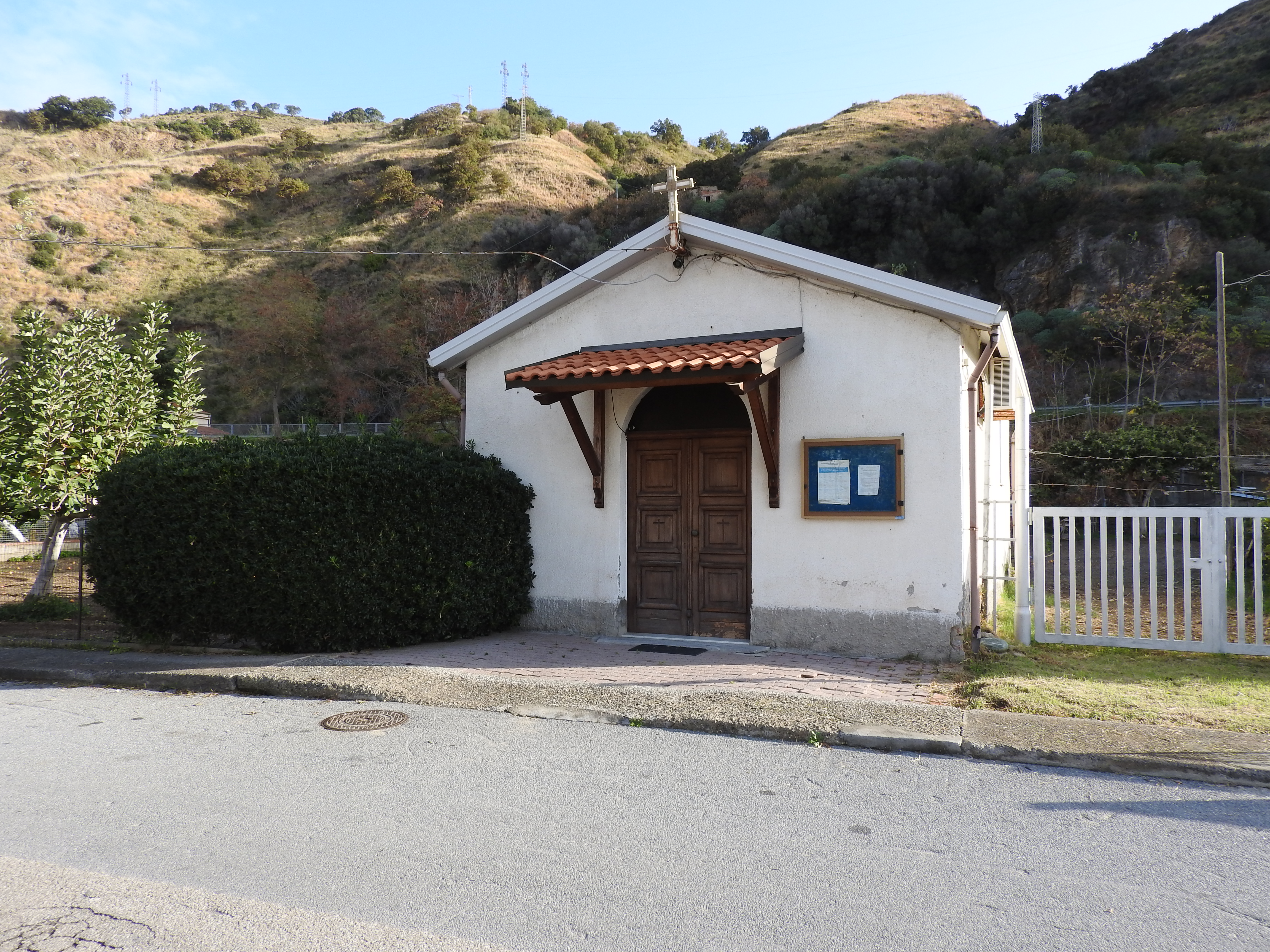
Церковь Богоматери Ангелов

1 октября 1964 года начались работы по строительству церкви Корека, которая будет посвящена Богоматери Ангелов, работа, завершающаяся в 1965 году в присутствии авторитетов того времени, современного стиля, но очень трезвого, способного чтобы провести 65 человек. Каждый год во время патронального праздника (22 августа) на улицах центра деревни проходит процессия.

### Пещеры Кореки
В этом районе очень важны железные рудники древней Темезы, затем во время Второй мировой войны в качестве убежища для местных жителей и для англо-американских солдат, которые использовали их в качестве складов. Позже он использовался для рождественских и пасхальных мероприятий до начала 2000-х годов.

### Башня Кореки или «Турриэлла»

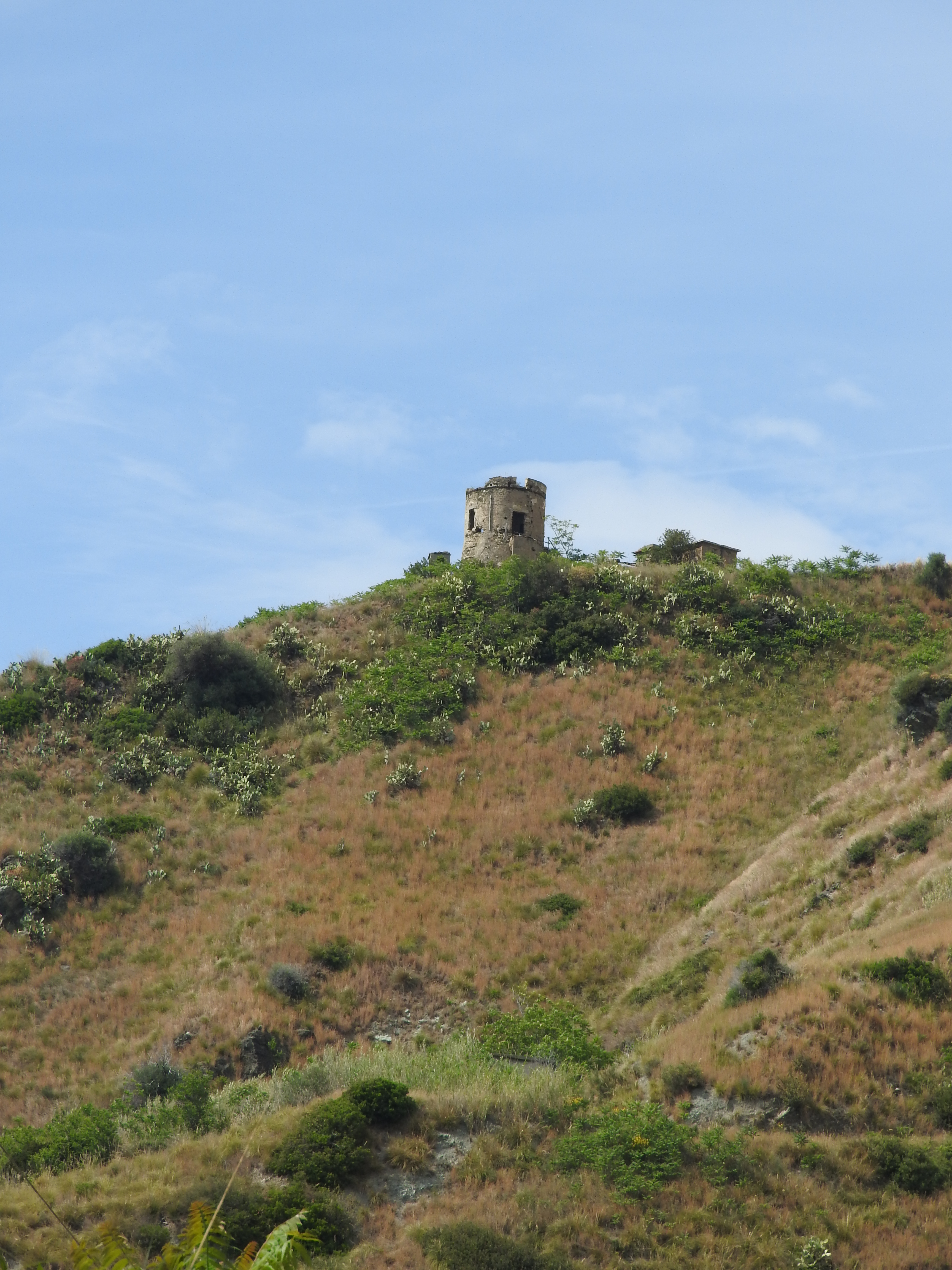
Сторожевая башня Турриэлла

Эта башня, частично рухнувшая на первом этаже, имеет историческое значение, поскольку она является тиглем стилей, которые соблюдались на протяжении веков и использовались сначала арабами, затем норманнами и различные наместниками этой территории. Расположена к северу от деревни Корека, на склонах холма Тувуло. Вы легко доберетесь до дороги Тоннара на север и по дороге от Маринеллы на юг.

## Фотогалерея

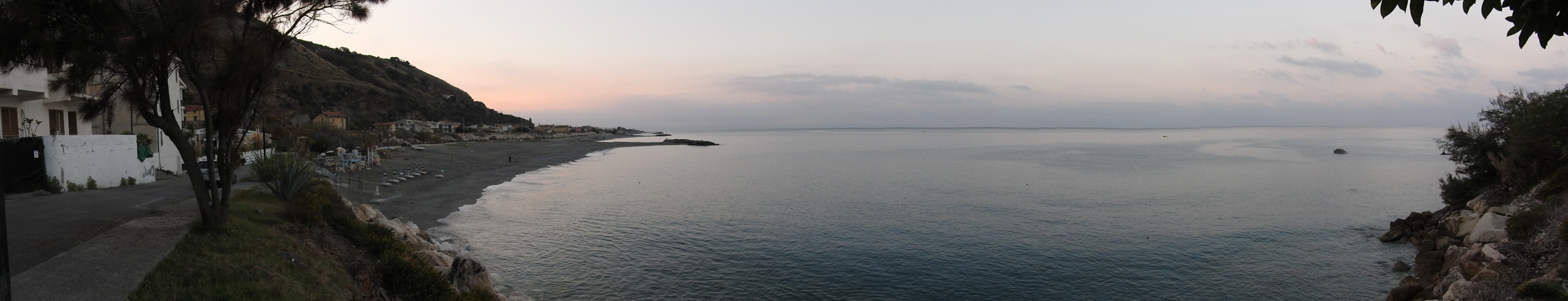
Залив в Кореке
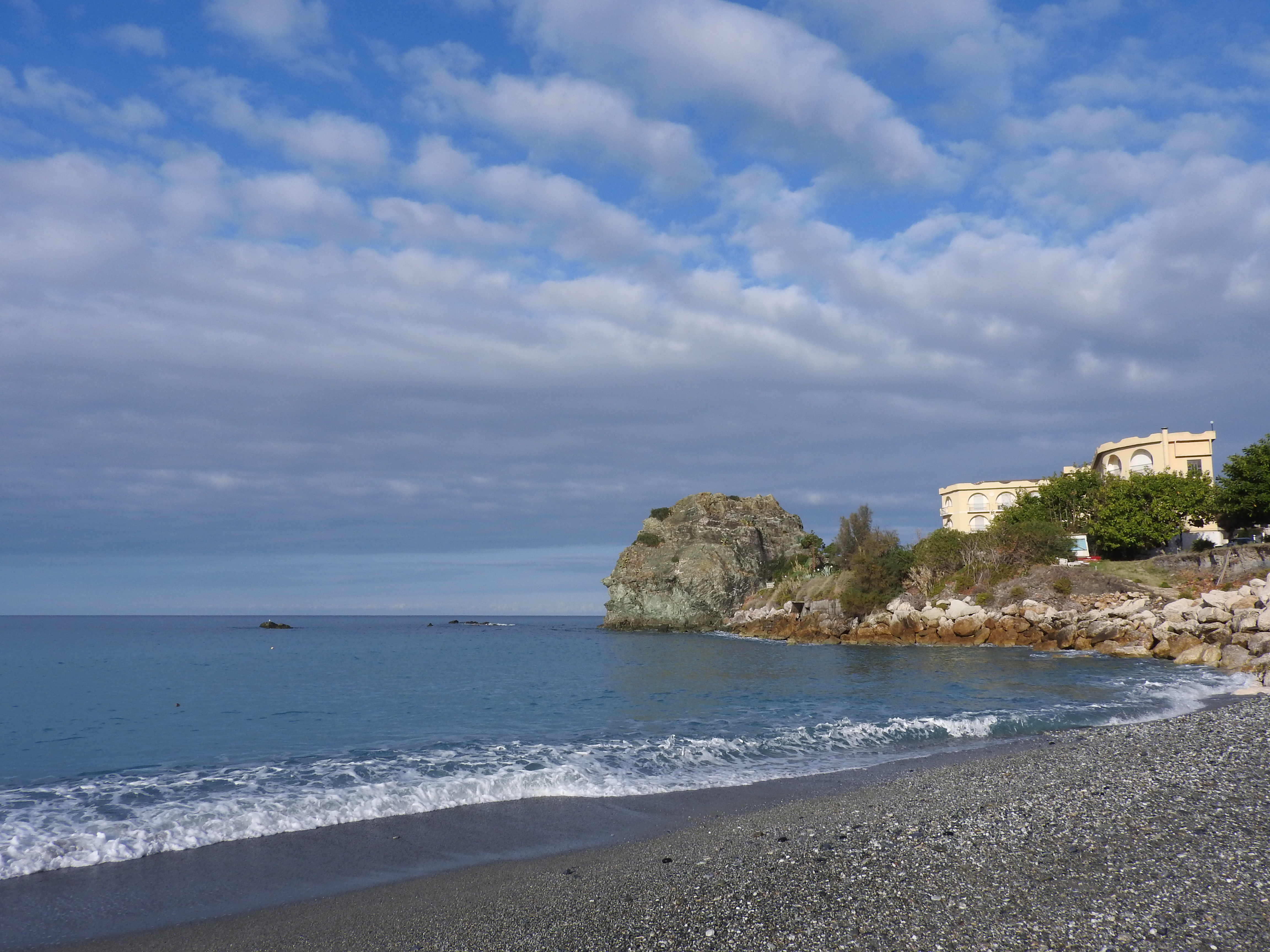
Пляж Кореки
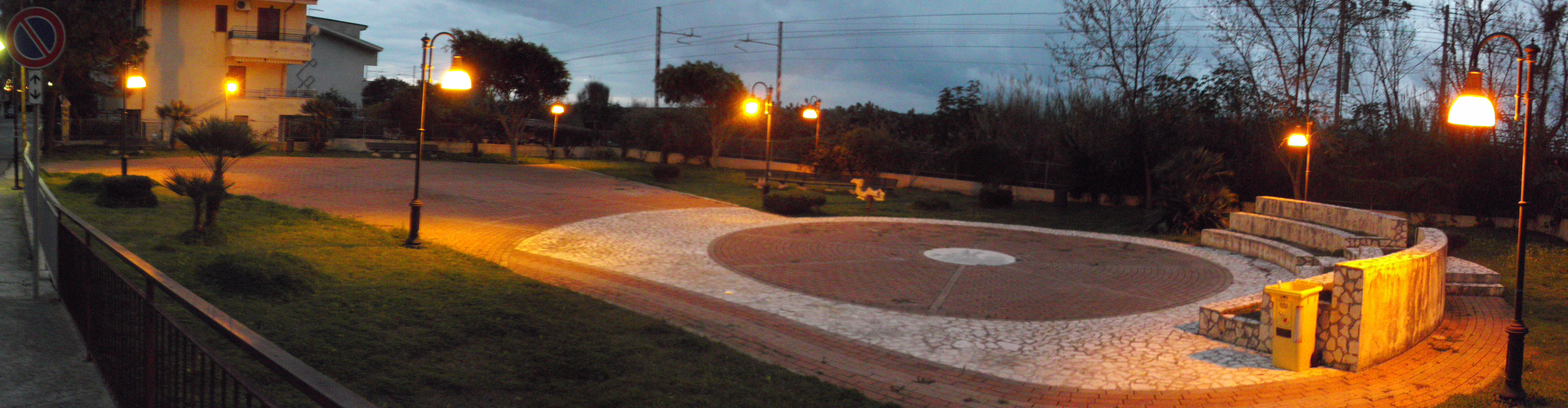
Центральная площадь вечером